# Vicente T. Mendoza
Vicente Téodulo Mendoza Gutiérrez, né à Cholula, dans État de Puebla, le 27 janvier 1894, et mort à Mexico, le 27 octobre 1964 est un compositeur, un ethnomusicologue et musicologue mexicain.

## Biographie
Vicente Téodulo Mendoza Gutiérrez apprend très jeune le piano avec son père, Vincente Martin Mendoza Polo qui est organiste du Couvent San Diego de Alcalá à San Diego Texmelucan dans la Municipalité de Chalchicomula de Sesma (es) et qui exerce le métier de professeur de musique dans diverses localités de la région. Les métiers de la musique sont une tradition familiale : José Maria, le père de Vicente Martin était réputé pour tenir une belle voix de ténor, et son propre père était organiste de l'église de San Pedrito à Cholula.
Il réside, probablement de manière discontinue, à Mexico à partir de 1906. Il apprend le piano et le solfège de 1909 à 1911 à l'Académie des Beaux Arts (Academia de Bellas Artes) et il y assiste ensuite à des cours de dessin et de modelage. De 1914 à 1916, il étudie la théorie de la musique, le piano, le solfège, le chant choral, l'Harmonie, la littérature et le Français au Conservatoire national de musique (Conservatorio Nacional de Música). Il prend des cours particuliers auprès du professeur Julián Carrillo de 1913 à 1925, et se forme de manière autodidacte à la composition et à l'instrumentation.
Afin de soutenir économiquement sa famille, il travaille de 1912 à 1925 pour le Ministère du développement économique (Secretaría de Fomento), et de 1926 à 1927 pour la Commission nationale pour l'irrigation (Comisión Nacional de Irrigación) en tant que dessinateur topographe.
En 1938, il fonde, avec son épouse, Virginia Rodríguez Rivera, la Sociedad folklórica de México (Société Folklorique du Mexique). Vicente Mendoza et Virginia Rodríguez sont fortement influencés, alors, par les recherches, les méthodes, et l'enseignement de Ralph Steele Boggs. Le folkloriste américain publie en 1939, à Mexico, sa « Bibliografia del folklore mexicano » et en 1940 à New York « Bibliography of Latin-American Folklore »,.

## Principales œuvres
- (es) Daniel Castañeda et Vicente T Mendoza, Instrumental precortesiano : Instrumentos de percusión., t. 1, Ciudad de México, Conservatorio Nacional de Música. Museo Nacional de Arqueología, Historia y Etnografía. (réimpr. 1991 (UNAM)) (1re éd. 1933), 281 p. (ISBN 978-9-6836-1537-4, OCLC 3745377).
- (es) Vicente T. Mendoza (préf. Jesús C. Romero, photogr. Graciela Amador, Alfonso Del Río, Concha Michel, Angel Salas, don Antonio Vanegas Arroyo.), El romance español y el corrido mexicano, Ciudad de México, Universidad Nacional Autónoma, 1939 (réimpr. 1997) (1re éd. 1939), 832 p. (ISBN 968-36-5558-0, OCLC 469020226, BNF 43148431, lire en ligne).
- (es) Vicente T. Mendoza et Virginia R. R. de Mendoza, Estudio y clasificación de la música tradicional hispánica de Nuevo México, Ciudad de México, Universidad Nacional Autónoma de México, 1986, 776 p. (lire en ligne).

## Sources
- (es) Jesús Márquez Carrillo, « Causa perdida. Vicente T. Mendoza y la investigación folklórica en México, 1926-1964. », Graffylia: Revista de la Facultad de Filosofía y Letras, Puebla, Benemérita Universidad Autónoma de Puebla, vol. 6, no 10,‎ 2009, p. 13 (ISSN 1870-1396, lire en ligne [PDF]).
- (es) Jesús Márquez Carrillo, « Creación artística o enseñanza profesional. Los orígenes de la Escuela Nacional de Música, 1929-1934. », Graffylia: Revista de la Facultad de Filosofía y Letras, Puebla, Benemérita Universidad Autónoma de Puebla, vol. 4, no 6,‎ 2006, p. 8 (ISSN 1870-1396, lire en ligne [PDF]).
- (es) Clara Meierovich, Vicente T. Mendoza: artista y primer folclorólogo musical, Ciudad de México, Universidad Nacional Autónoma de México, 1995, 257 p. (ISBN 968-36-3564-4, lire en ligne).
- (es) Gabriel Pareyón, Diccionario Enciclopédico de Música en México, t. 1, Guadalajara, Universidad Panamericana, 2007, 560 p. (ISBN 968-5557-79-9).
- (es) Gabriel Pareyón, Diccionario Enciclopédico de Música en México, t. 2, Guadalajara, Universidad Panamericana, 2007, 560 p. (ISBN 968-5557-79-9).
- (en) Stanley L. Robe, « The Ralph Steele Boggs Folklore Collection », Western Folklore, Long Beach, Western States Folklore Society, vol. 20, no 1,‎ 31 janvier 1961, p. 38-40 (DOI 10.2307/1496514, lire en ligne).